# Indigo (skiva av Adolphson-Falk)
Indigo är synthgruppen  Adolphson & Falks sjätte album, utgivet 1990. Det var det första albumet som spelades in med studiomusiker efter syntperioden på 80-talet. Texterna om rymden har ersatts med texter om kärlek och livet.

## Låtlista
Text: Anders Falk. Musik: Anders Falk och Tomas Adolphson.
1. Soloviolin (4:38)
2. När När När (3:51)
3. Du Låter Det Ske (4:39)
4. För Lite Disco (3:12)
5. Alla Vet (4:50)
6. Hav Av Längtan (4:45)
7. På Jakt (5:24)
8. Allt Medan Tågen For Förbi (4:24)
9. Vänd Dig Om (5:11)
10. Festen Är Över (3:51)

## Medverkande[2]

### Adolphson & Falk
- Anders Falk - Sång, Låtskrivare
- Tomas Adolphson - Sång, Låtskrivare

### Övriga medverkande
- Pelle Sirén - Mandolin, Gitarrer
- Stefan Blomquist - Synthesizer, Piano, Orgel Vocoder
- Matts Alsberg - Bas
- Åke Sundqvist - Trummor
- Dan Sundqvist - Synthesizer, Vocoder, Trum Programmering [Rytm Programmering], Producent
- David Castle - Clarinet (2)
- Per Lindvall - Trummor (9)
- David Wilczewski - Saxofon (9)
- Mats Glenngård - Violin (1)